# Isarachnactis
Isarachnactis is een geslacht van neteldieren uit de klasse van de Anthozoa (bloemdieren).

## Soorten
- Isarachnactis brevis Calabresi, 1928
- Isarachnactis lobiancoi (Carlgren, 1912)
- Isarachnactis longipes Carlgren, 1924
- Isarachnactis magnaghii Calabresi, 1928